# Domenico Mennitti
Domenico Mennitti (ur. 11 sierpnia 1939 w Termoli, zm. 6 kwietnia 2014 w Brindisi) – włoski polityk i samorządowiec, deputowany krajowy, poseł do Parlamentu Europejskiego V kadencji, od 2004 do 2011 burmistrz Brindisi.

## Życiorys
Z zawodu dziennikarz. Publikował na łamach "il Giornale", "Il Tempo", "Il Mattino" i innych. Przez wiele lat działał we Włoskim Ruchu Socjalnym. Od 1979 do 1992 był posłem do Izby Deputowanych VIII, IX i X kadencji. W 1994 został redaktorem naczelnym magazynu kulturalnego "Ideazione". Pod koniec lat 80. poparł linię polityczną, którą reprezentował Pino Rauti, został następnie zastępcą sekretarza generalnego partii. Zrezygnował w 1991, wycofując się z działalności politycznej. W 1994 przystąpił do Forza Italia, partii założonej przez Silvia Berlusconiego.
Od 2001 do 2004 był posłem do Parlamentu Europejskiego. Należał m.in. do grupy chadeckiej, pracował w Komisji Kultury, Młodzieży, Edukacji, Mediów i Sportu. W 2004 został wybrany na burmistrza Brindisi, w 2009 uzyskał reelekcję z ramienia Ludu Wolności. Zrezygnował z tej funkcji w 2011 z przyczyn zdrowotnych, został zastąpiony przez komisarza.